# بیابان‌زدایی

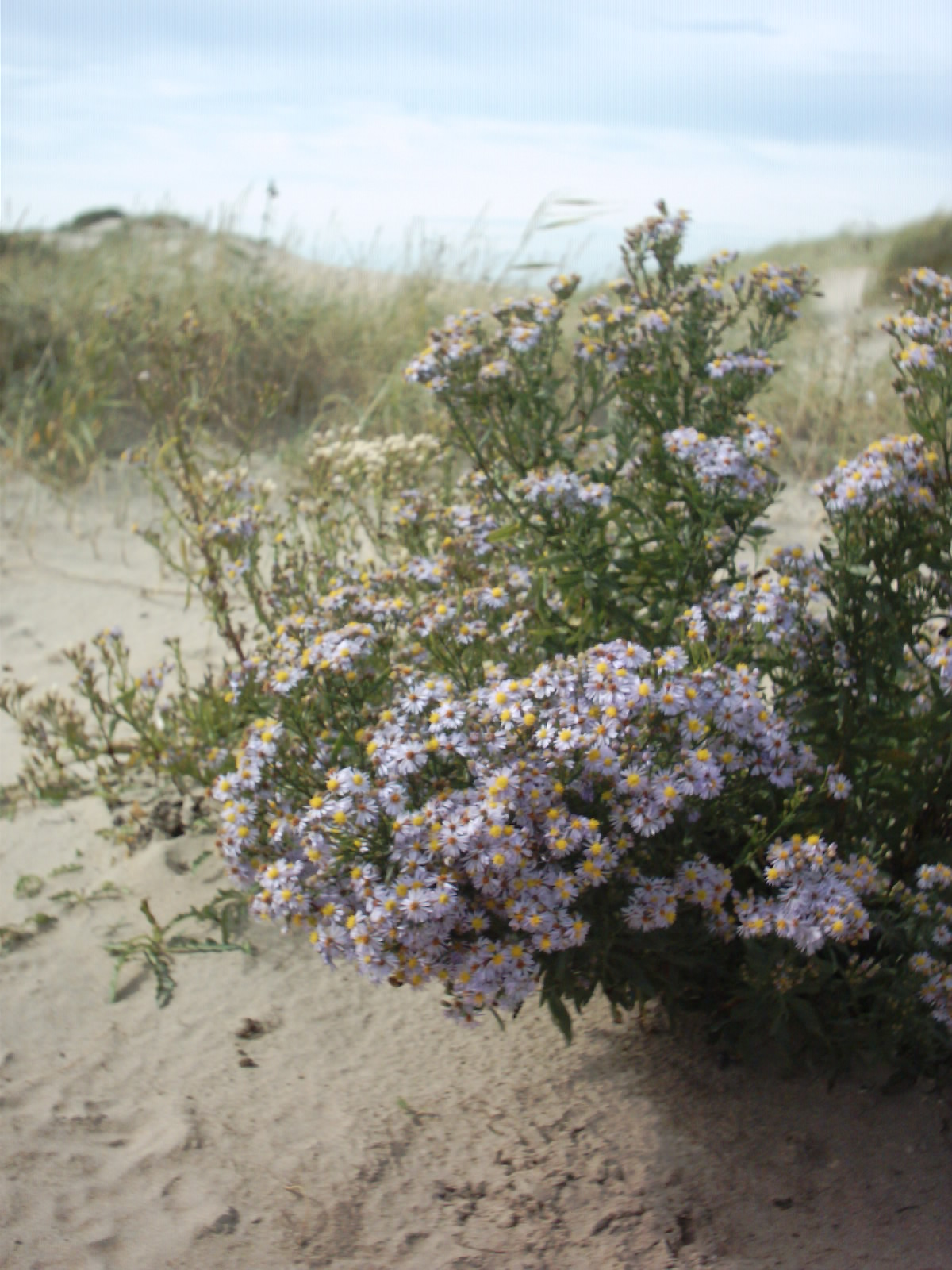
مهار بیابان‌زایی

بیابان‌زدایی (یا مهار بیابان زایی) به مجموعه کارها و روش‌هایی گفته می‌شود که پوشش گیاهی را به بیابان بازگردانده و از روند تخریب سرزمین بر اثر گسترش بیابان در مناطق خشک و نیمه‌خشک جلوگیری می‌کند.
بیابان‌زدایی می‌تواند نتایج فراوانی به چ‌دنبال داشته باشد، از جمله احیای اکولوژیک (تنوع زیستی) از طریق ایجاد زیستگاه برای گیاهان و جانوران بومی، جذب کربن، کشاورزی پایدار، ایجاد فرصت‌های شغلی و مناطق قابل سکونت برای جوامع محلی، احیای سیستم‌های آب طبیعی و سایر سیستم‌های اکولوژیکی که لازمه حیات هستند.
بیابان‌ها که حدود یک پنجم مساحت زمین را در پنج قاره پوشش می‌دهند، سکونتگاه بیش از یک میلیارد نفر از جمعیت جهان هستند. مهار بیابان‌زایی یکی از ۱۷ هدف توسعه پایدار است که توسط سازمان ملل متحد ترسیم شده و ۱۷ ژوئن به عنوان روز جهانی مبارزه با بیابان‌زایی و خشکسالی در جهان در تقویم این سازمان جای گرفته‌است. مرکز اطلاعات سازمان ملل متحد اعلام کرده‌است: «گسترش بیابان‌ها و خشکسالی، سالانه ۴۲ میلیارد دلار از ارزش تولیدات کشاورزی کاسته و باعث عدم امنیت غذایی، قحطی و فقر می‌شود.»

## روش ها
در انتخاب استراتژی مناسب برای بیابان‌زدایی لازم است عوامل مختلفی در نظر گرفته شوند؛ از جمله موقعیت جغرافیایی منطقه، شرایط آب و هوایی مانند میزان بارندگی و تغییرات دمایی، کیفیت خاک، در دسترس بودن مواد مغذی، زندگی گیاهی و جانوری بومی و نیز نقش عوامل انسانی در تشدید فرایند بیابان‌زایی و همچنین راه‌های مهار آن.
در اغلب طرح‌های بیابان‌زدایی، تثبیت خاک‌های سطحی، مقابله با فرسایش خاک و جلوگیری از حرکت ماسه‌های روان از جمله اهداف اصلی هستند که روش‌های مختلفی برای دستیابی به آن‌ها به‌کار گرفته می‌شوند.

## کوشش‌ها

### درجهان

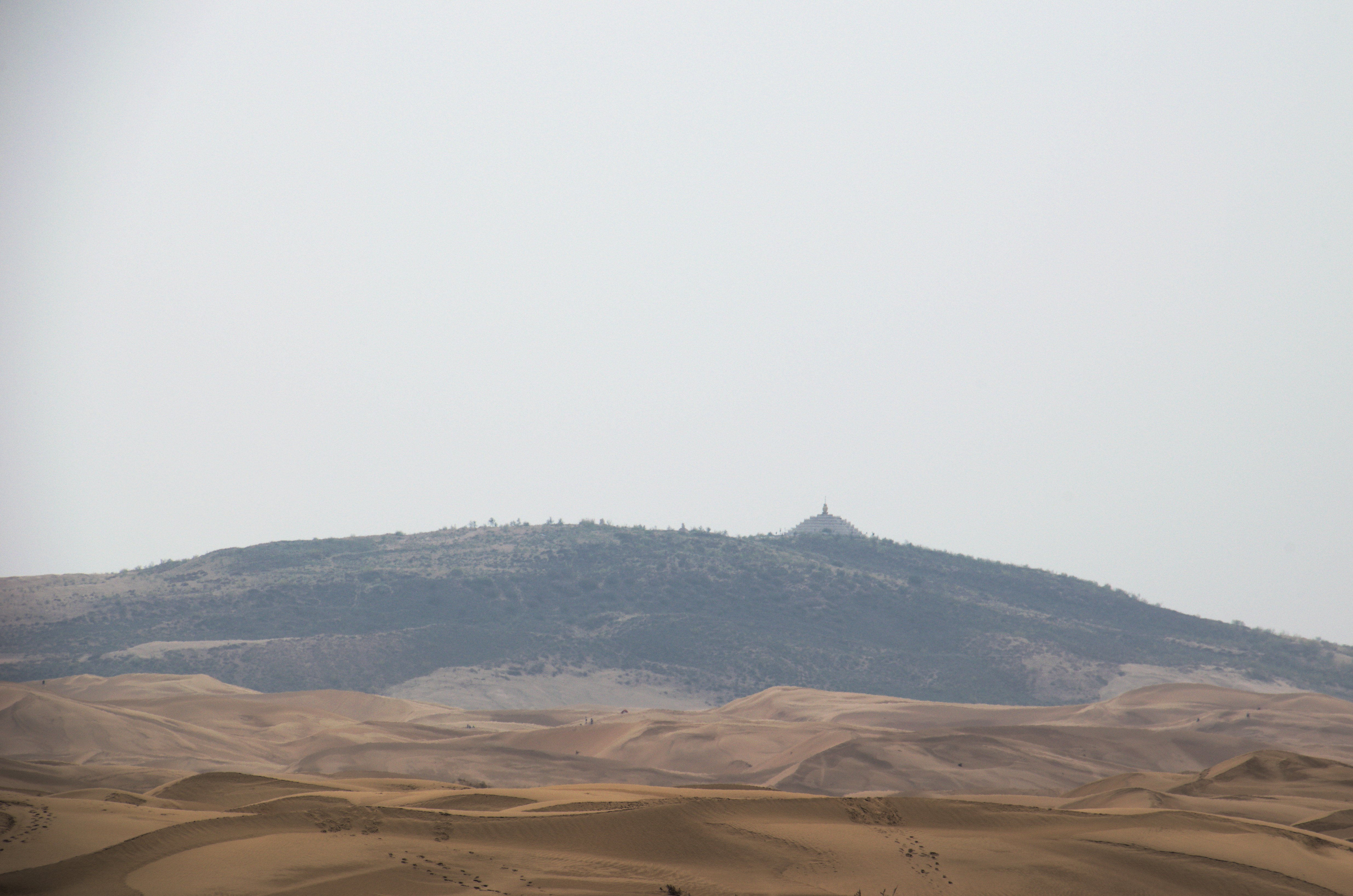
مراتع سبز در بیابان کوبوچی، می ۲۰۱۵

چین فعالیت‌های موفقی در بیابان زدایی داشته‌است. یکی از بزرگ‌ترین پروژه های بیابان زدایی جهان در بیابان کوبوچی چین اجرا شده‌است که در آن پیمانکاری خصوصی با حمایت دولت چین در بازهٔ ۳۰ ساله حدود ۶۰۰۰ کیلومتر مربع از این بیابان (تقریباً نصف مساحت استان تهران) را بیابان زدایی کرده‌است. این پروژه جایزه کنوانسیون مبارزه با بیابان زایی سازمان ملل متحد را در سال ۲۰۱۳ میلادی دریافت کرد. برنامه محیط زیست سازمان ملل متحد تخمین می‌زند برای اجرای پروژه‌ای در ابعاد بیابان کوبوچی که منجر به بیابان‌زدایی واقعی بشود حدود ۱٬۸ میلیارد دلار سرمایه‌گذاری در طول ۵۰ سال نیاز است. از فواید این طرح امکان برپایی سلول‌های خورشیدی بوده‌است به طوریکه نیروگاه خورشیدی کوبوچی ۱۰۰۰ مگاوات برق تولید می‌کند. این پروژه باعث رونق گرفتن سفر توریست‌ها به منطقه شده و تحسین جامعهٔ جهانی را دربرداشته است.

### در ایران

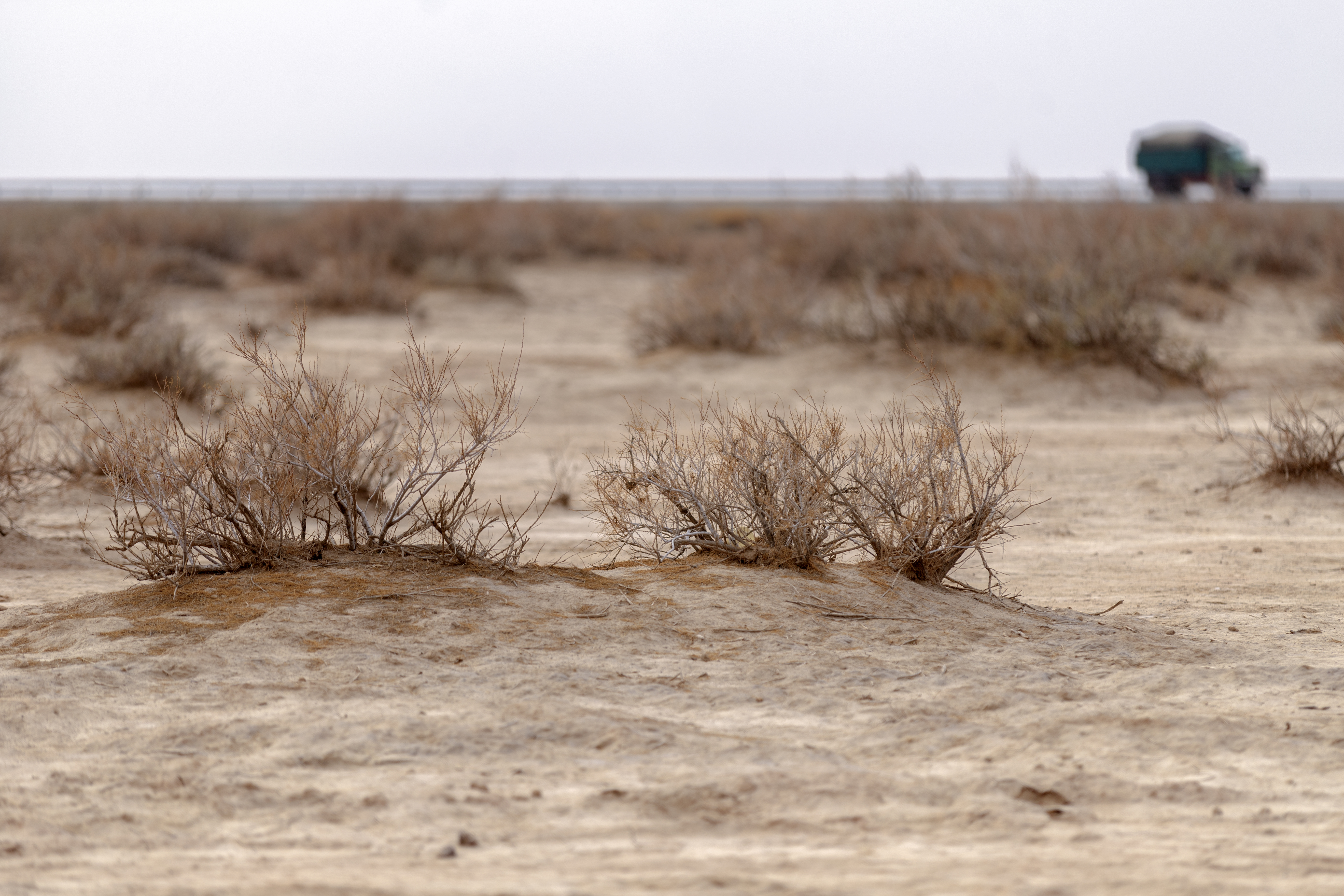
کاشت درخت مقاوم گز در بیابان که بیشتر به منظور بیابان‌زدایی (کویر زدایی) صورت می‌گیرد.

فعالیت‌های بیابان‌زدایی در ایران عمدتاً از دههٔ ۱۳۴۰ شروع شده‌است. اوایل این دهه، در بخش‌های مرکزی کشور، فعالیت‌هایی در راستای تثبیت شن‌های روان و مبارزه با فرسایش باد و توفان شن در قسمت‌هایی که بدون پوشش گیاهی بود شروع شد. در آغاز، چون قرار بود که مجموعهٔ تپه‌های شنی تثبیت پیدا کنند نخستین فعالیت‌ها در ارتباط با تثبیت شن‌های روان بیشتر به‌صورت مکانیکی بوده‌است؛ با استفاده از بادشکن روی تپه‌های شنی سعی کردند تا آنجا که امکان داشته باشد توفان شن را به حداقل برسانند. پس از عملیات مکانیکی به تدریج به موازات آن، عملیات شیمیایی آغاز شد. عمدتاً از مالچ نفتی برای تثبیت نقاطی که در معرض بحران است استفاده می‌شد.
کوشش‌هایی که برای مهار بیابان‌زایی در ایران آغاز شده‌است، پیشینه‌ای بیش از ۵ دهه داشته و به دههٔ ۲۰ خورشیدی در سبزوار و خوزستان بازمی‌گردد. تا سال ۱۳۸۸ خورشیدی ۲۶۰۰۰۰۰ هکتار از جنگل‌های دست‌کاشت از گونه‌های مقاوم و متناسب با مناطق خشک در ایران ایجاد شده‌است.
در تقویم ایران نیز روز ۲۷ خرداد (برابر با 17 ژوئن) روز مقابله با بیابان زایی نام گذاری شده‌است.

#### بیابان‌زدایی در تالاب گاوخونی
احیای تالاب گاوخونی و جلوگیری از حرکت ریزگردهای ناشی از خشکی این تالاب به سوی اصفهان از نگرانی‌های مردم این استان است. خشکی این تالاب سبب ایجاد ریزگردها شده که این ریزگردها با وزش باد به سمت شهر و استان اصفهان وارد می‌شوند. تداوم روند خشکسالی این تالاب، تهدیدی برای سلامتی مردم است؛ چرا که اگر این تالاب احیا نشود، در آینده با بیماری‌های مختلفی در سطح اصفهان مواجه می‌شویم. کویرزدایی بهترین راهکار احیای تالاب بین‌المللی گاوخونی و جلوگیری از حرکت ریزگردهای ناشی از خشکی این تالاب به سوی اصفهان است. پروژه تصفیه‌خانه فاضلاب شرق اصفهان می‌تواند بیابان‌زدایی منطقه شرق را با استفاده از پساب فاضلاب به همراه داشته باشد با هزینه‌ای بالغ بر ۴۵ میلیارد ریال به بهره‌برداری می‌رسد.

#### بیابان‌زدایی در بافق
در سال ۹۲–۹۳ حدود ۲۰۰ هکتار از کویر بافق به‌طور کامل تحت پوشش پروژه کویرزدایی قرار گرفته‌است.

#### انجمن ملّی کویرزدایی
رئیس کمیسیون کشاورزی اتاق بازرگانی، صنایع و معادن و کشاورزی سمنان، تشکیل انجمن ملی کویر زدایی و تثبیت شن‌های روان را از جمله وظایف مهم این نهاد برشمرد و گفت: «انجمن ملی کویر زدایی می‌تواند گام مؤثری در جهت مقابله با افزایش روزافزون کویر باشد.»

## راهکارها
- کاشت درختان و گیاهان مقاوم و متناسب با مناطق خشک همچون گیاهان شوره‌زی
- پخش سیلاب و پخش آب
- تعادل دام و مراتع برای حفاظت از پوشش گیاهی موجود
- بهره‌گیری از روش‌های کارآ در انباشتن آب باران
- احیاء شوره‌زارها
- سوخت‌های جایگزین

## بیابان‌های ایران
فلات مرکزی ایران یکی از معروفترین مناطق خشک جهان محسوب می‌شود. این کشور با مساحت ۱/۶۵ میلیون کیلومتر مربع در جنوب غربی آسیا و در نوار خشک جهان قرار گرفته‌است. حدود ۸۰٪ از کل سرزمین ایران از آب و هوای خشک و نیمه خشک برخوردار است و به این ترتیب در معرض خطر فرایند پیشروی بیابانها قرار دارد. کویر لوت و دشت کویر از بیابان‌های اصلی و بزرگ ایران‌اند.

## ریزش باران
میانگین سالانه ریزش باران در بیابان‌های ایران کمتر از ۵۰ میلی‌متر است و میانگین سالانه ریزش باران در کل کشور به ۳۲۰ میلی‌متر در سال می‌رسد. بیابان‌ها و مناطق بیابانی بر روی هم ۳۴ میلیون هکتار از اراضی ایران را دربر می‌گیرند و ۱۲ میلیون هکتار نیز ماسه‌ای بوده یا از شن و ریگ روان پوشیده شده‌است. بارندگی در ایران یک سوم میانگین بارندگی است درحالی‌که به‌دلیل قرارگرفتن بر روی کمربند خشکی جهان تبخیر آب ۳ برابر میانگین جهانی است.

## درختان و گیاهان ویژه مقابله با بیابان‌زایی
چندین نمونه از درختان و گیاهان ویژه مقابله با بیابان‌زایی عبارتند از: بنه، کنار، کهور، سمر، کوهنگ، سلم، اکالیپتوس، اقاقیا، آکاسیا، کرتکی، رمیلک، خارشتر، گز، قیچ، اسکنبیل، تاغ.